# Brad Garrett
Bradley "Brad" Garrett (født Bradley H. Gerstenfeld 14. april 1960) er en amerikansk skuespiller, stemmeskuespiller, stand-up-komiker, og professionel pokerspiller, som nok er mest kendt for sin rolle som Robert Barone i Alle elsker Raymond og Eddie Stark i 'Til Death.